# Asplenium protensum
Asplenium protensum är en svartbräkenväxtart som beskrevs av Heinrich Adolph Schrader. Asplenium protensum ingår i släktet Asplenium och familjen Aspleniaceae. Inga underarter finns listade.